# Фландрен, Ипполит
Жан Ипполит Фландрен (фр. Jean Hippolyte Flandrin; 23 марта 1809, Лион — 21 марта 1864, Рим) — французский живописец, представитель академического неоклассицизма круга Жана Огюста Доминика Энгра.

## Биография

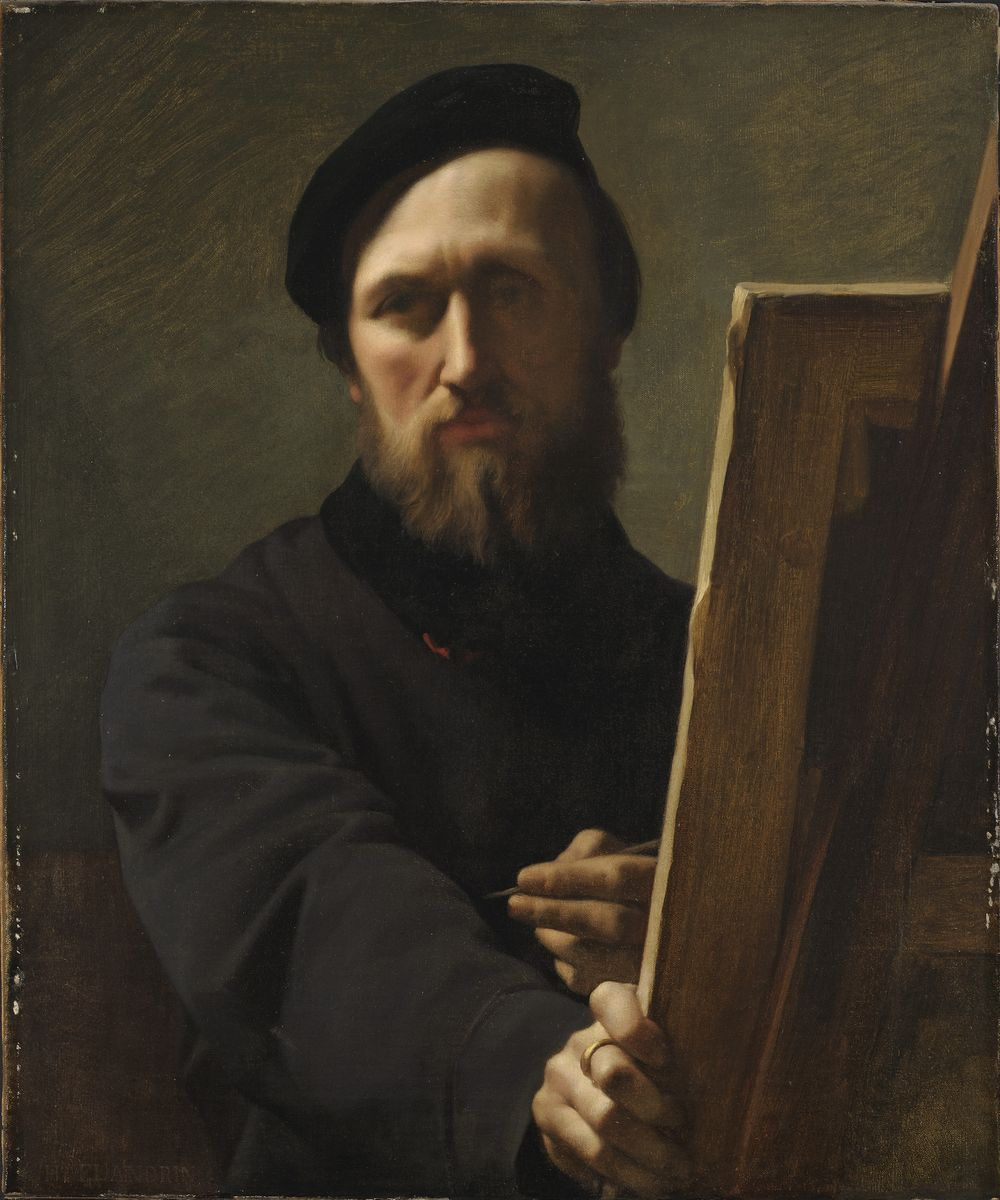
Автопортрет у мольберта. 1860. Холст, масло. Музей изобразительных искусств, Лион

Жан Ипполит Фландрен вырос в семье художников. Его отец, хотя и был занят в области коммерции, питал большую любовь к искусству и стремился к карьере живописца. Однако отсутствие профессионального образования не позволило ему добиться успеха, и он был вынужден стать самодеятельным живописцем-миниатюристом. Ипполит был вторым из трёх сыновей, все они были художниками, и двое из них выдающимися. Огюст (1804—1842), старший брат, провёл большую часть своей жизни профессором в Лионе. Поль, младший брат, был художником портретного и религиозного жанров.
Проучившись некоторое время в Лионе, Ипполит и Поль, накопив необходимые средства, отправились в 1829 году в Париж для обучения в мастерской Эрсена. В конце концов они решили поступить в мастерскую Жана Огюста Доминика Энгра, который стал не только их учителем, но и другом на всю жизнь. Сначала Ипполиту было тяжело из-за бедности, но трудности исчезли, когда в 1832 году он получил большую Римскую премию за картину «Узнавание Тесея отцом». Это позволило ему пять лет учиться во Французской академии на вилле Медичи в Риме в компании Клавдия Лаверна (1815–1887). Сначала он занимался живописью исторического жанра, а затем обратился к религиозным сюжетам. Из Рима Фландрен отправил в Париж несколько картин, значительно способствовавших его известности. Картина «Святой Клер исцеляет слепого» была написана для собора Нанта, а спустя годы на выставке 1855 года она принесла ему медаль первой степени. «Иисус и маленькие дети» были подарены правительством городу Лизьё (Нормандия). «Данте и Вергилий посещают завистников, поражённых слепотой» и «Еврипид, пишущий свои трагедии» принадлежат музею в Лионе. Вернувшись в Париж через Лион в 1838 году, Ипполит Фландрен вскоре получил заказ на украшение капеллы Святого Иоанна в церкви церкви Святого Северина, и его репутация ещё более возросла.
В 1842 году Фландрен взялся расписать фресками хор церкви Сен-Жермен-де-Пре, изобразив в числе других сюжетов «Вход в Иерусалим», считающийся одним из самых удачных произведений художника. В 1853 году Фландрен писал фрески в виде двух фризов на боковых стенах нефа церкви Сен-Венсен-де-Поль, за которые Институт Франции избрал его в свои члены. После того он украсил новую базилику Святого Павла в Ниме фресками в стиле старых мастеров флорентийской и сиенской школ живописи и апсиду монастырской церкви в Эне, близ Лиона, стенной живописью в характере равеннских мозаик.
В 1856 году Ипполит Фландрен был избран в Академию изящных искусств в Париже.
В 1863 году ухудшение здоровья из-за постоянного труда, воздействия сырости и сквозняков в церквях, побудило его снова посетить Италию. Он умер от оспы в Риме 21 марта 1864 года. Похоронен на кладбище Пер-Лашез в Париже.

## Оценки творческого наследия
«Гладкая академическая живопись» школы Энгра в годы творчества Ипполита Фландрена оценивалась преимущественно положительно, а в Парижском салоне подчас восторженно. Особенно приветствовались простота композиции, «правильность и изящная плавность рисунка», «красота и благородство фигур и лиц».
Из больших картин Ипполита Фландрена чаще всего отмечались «Святой Клар, епископ Нантский, исцеляет слепых» (находилась в Нантском соборе, погибла в пожаре 18 июля 2020), «Не возбраняйте малых сих приходить ко Мне» (1839), «Проповедь Савонаролы во Флоренции» (1840), «Скорбящая Богоматерь» и «Обращение апостола Павла ко Христу». Известны также портреты Наполеона III, принца Жерома Бонапарта, госпожи Лежантиль, девицы Бальтар и «Девушка с гвоздикой».
Несмотря на то, что при жизни Фландрен был известен главным образом как светский портретист и религиозный художник, внимание привлекали его картины с изображением обнажённой мужской натуры и оттенком эротизма, в частности «Сидящий обнажённый юноша на берегу моря».

 «Как и следовало ожидать от того, кто считал живопись прежде всего средством выражения чувств, он [Фландрен], возможно, слишком мало уделял внимания техническим качествам своего искусства. В его работах много той строгости и холодности, выраженной в форме и цвете, которая проистекает из веры, ощущающей себя в оппозиции к тенденциям окружающей жизни. Его сравнивали с Фра Анджелико; но лица его длинных процессий святых и мучеников, кажется, выражают скорее строгость душ, осуждённых за грехи, чем радость и чистоту не испорченной жизни, которая сияет в работах раннего мастера… Ипполит Фландрен завершил мсье Энгра; он был его спиритуалистической стороной, преобразователем языческой идеи мастера в христианскую идею: более озабоченный идеализацией мысли, чем самой формы, более влюблённый в смысл, чем в букву, более охваченный психологическим чувством, чем материальным, отданное этим смутным мистическим стремлениям религиозных душ, он находил законы своей эстетики в самых глубоких и тайных безднах своих верований»
Фландрен старался подражать своему любимому художнику Фра Беато Анджелико. Этим подражанием он оказал некоторое влияние на Д. Г. Россетти и других прерафаэлитов. В живописи Фландрена также очевидны римские влияния назарейца Овербека.
Кроме того, по остроумному замечанию Шарля Бодлера, подражая Энгру, Фландрен «сумел энгризировать даже пейзаж».
Именем художника названы бульвар в Париже и улица в Лионе.

## Галерея

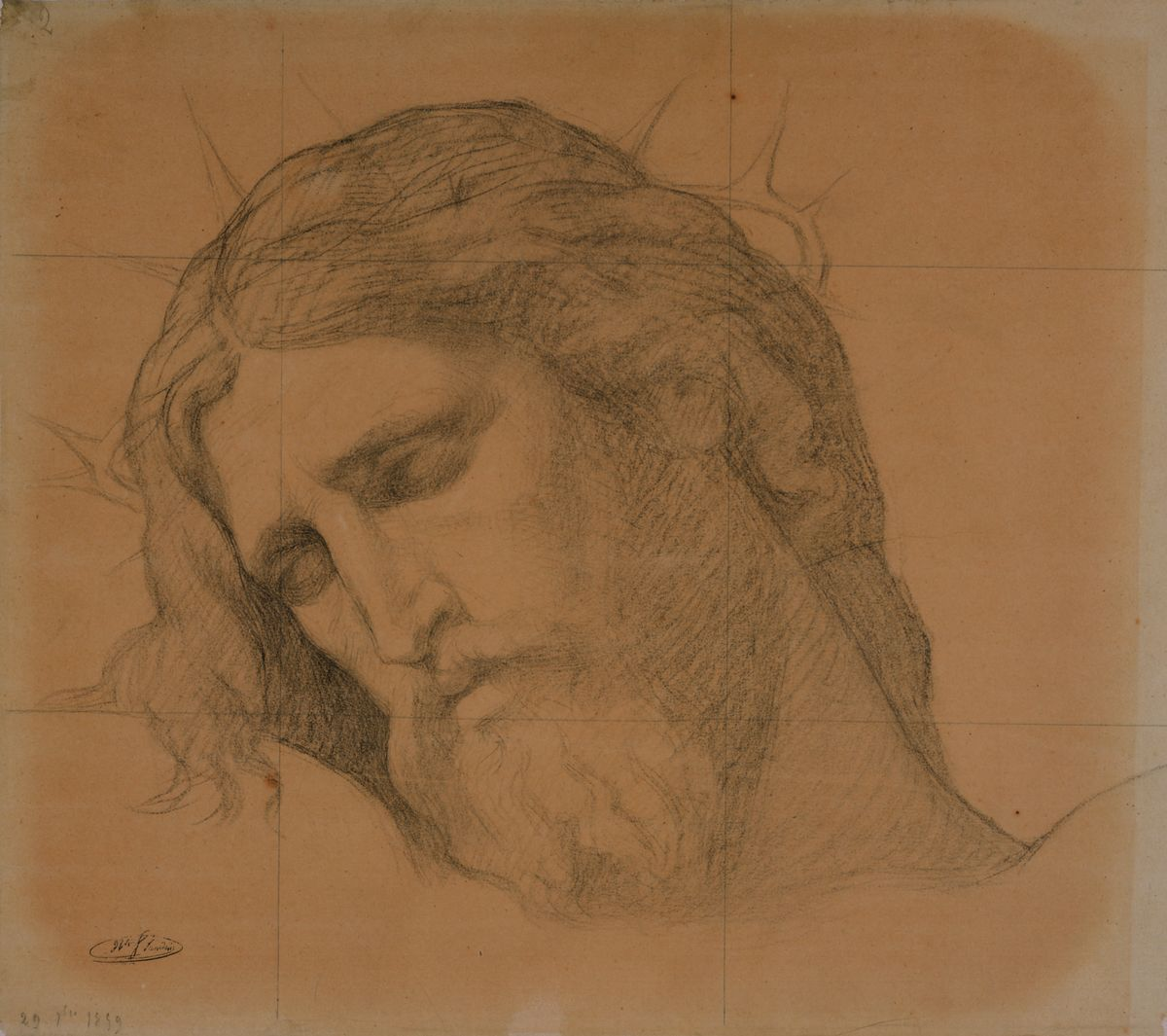
Голова Христа. 1859. Калька на картоне, итальянский карандаш. Музей изобразительных искусств, Лион
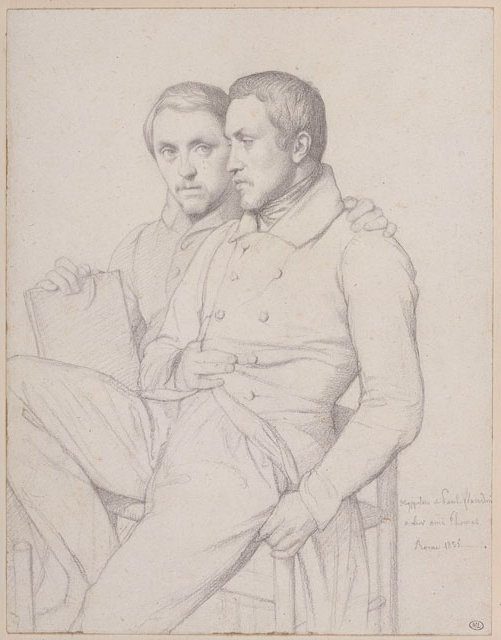
Двойной автопортрет: Ипполит и Поль Фландрен. 1835. Бумага, графитный карандаш. Лувр, Париж
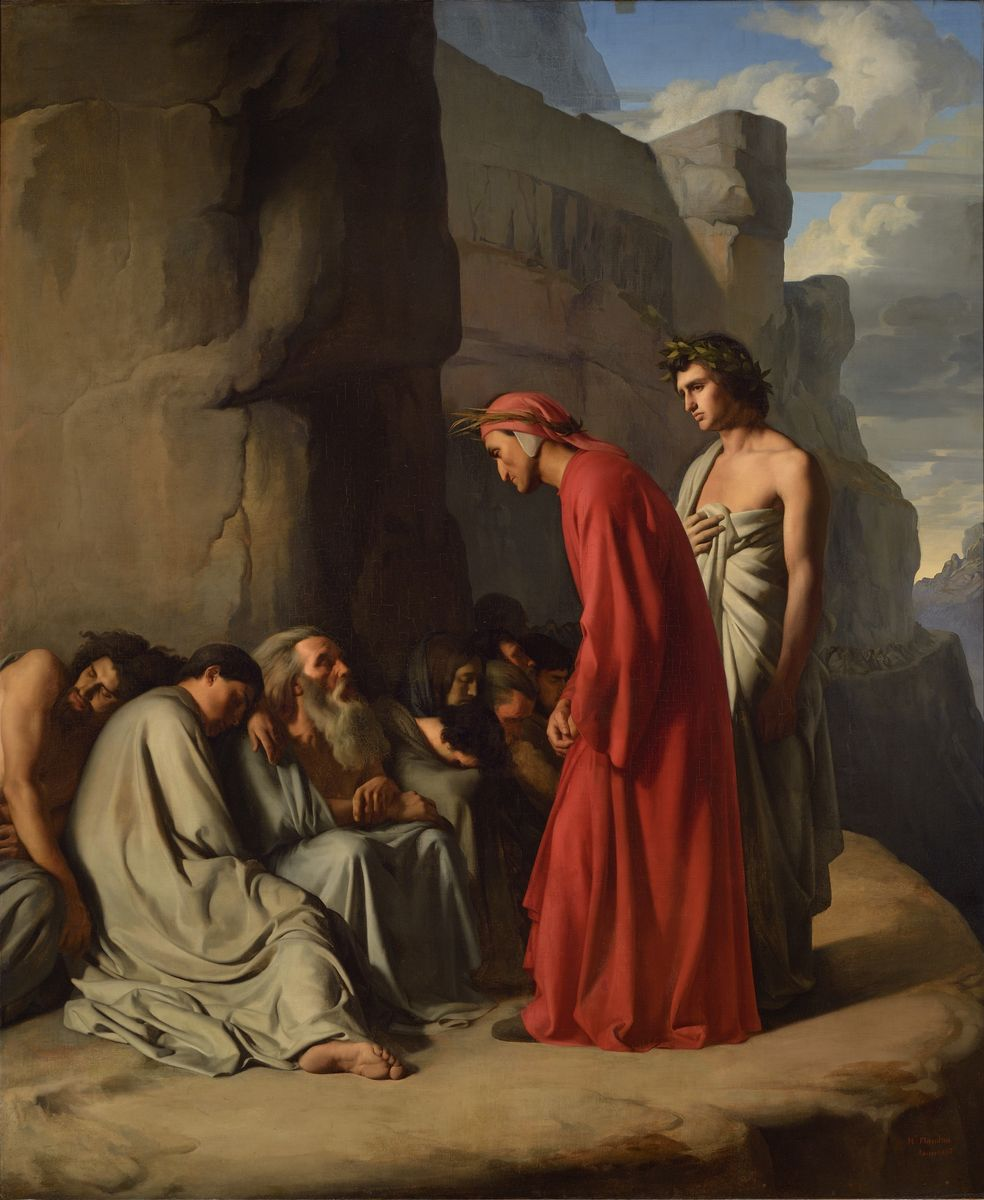
Данте и Вергилий посещают завистников, поражённых слепотой. 1835. Холст, масло. Музей изобразительных искусств, Лион
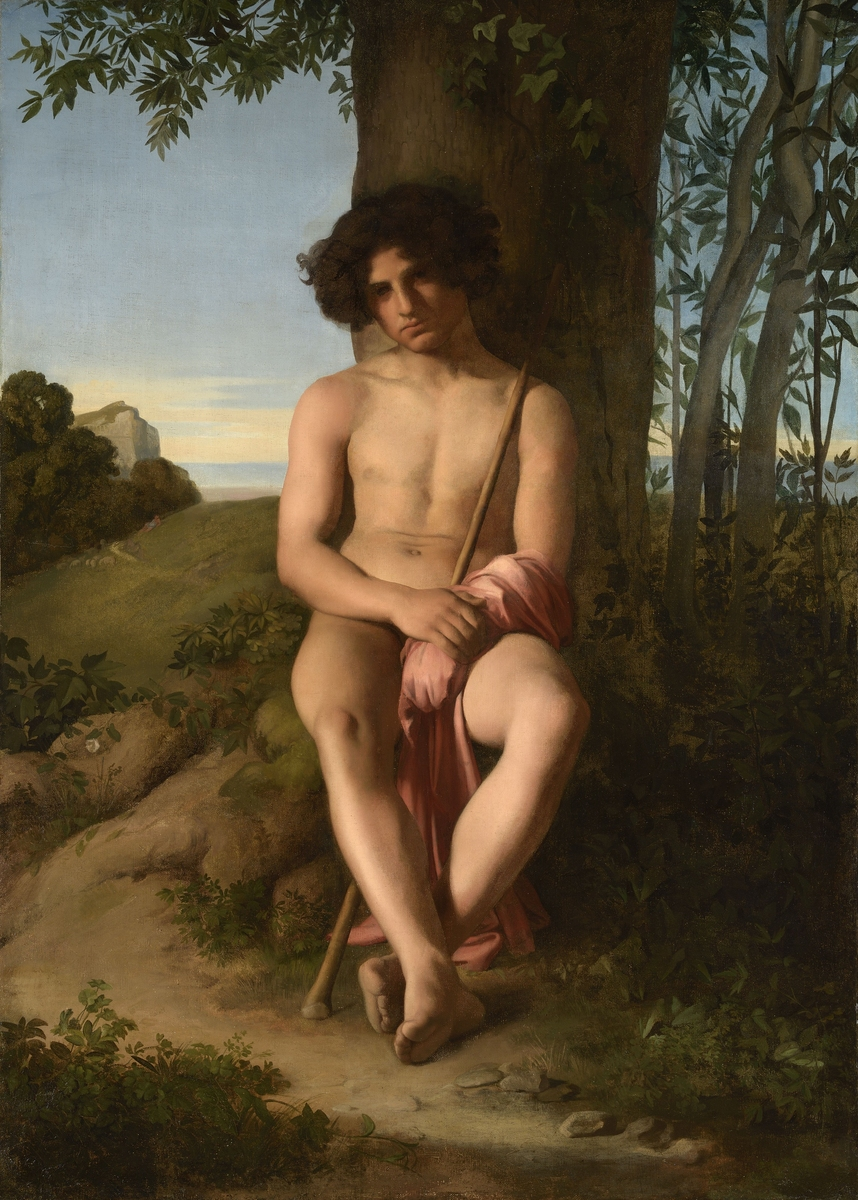
Сидящий молодой пастух. Между 1834 и 1835. Холст, масло. Музей изобразительных искусств, Лион
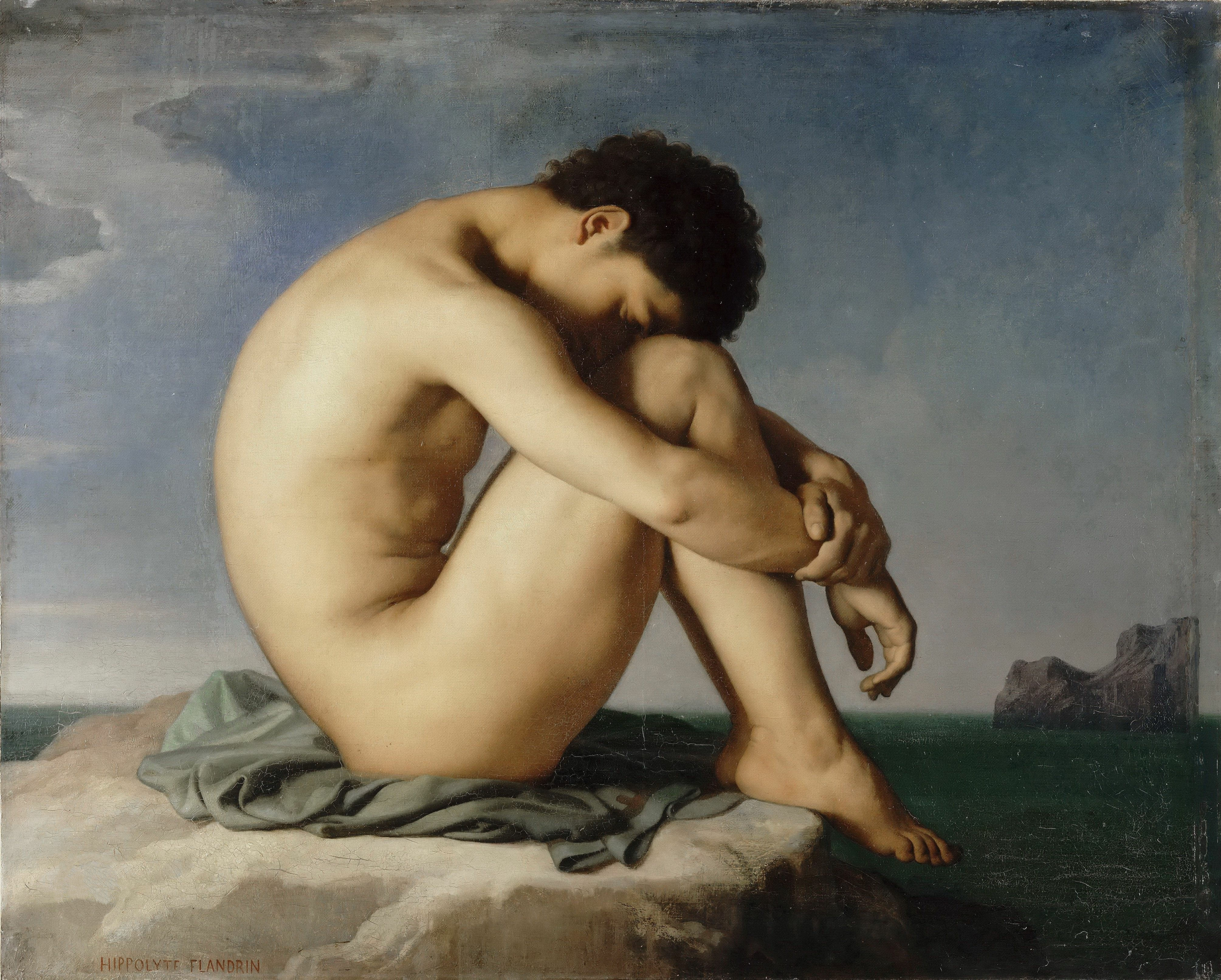
Сидящий обнажённый юноша на берегу моря. 1836. Холст, масло. Лувр, Париж
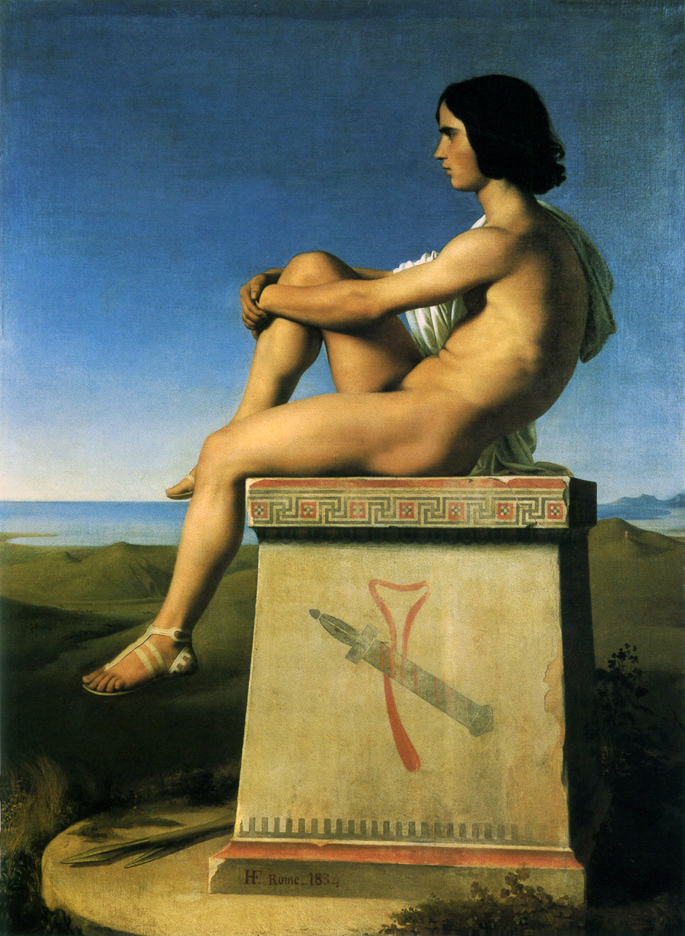
Полит, сын Приама, наблюдающий за движением греков к Трое. 1834. Холст, масло. Музей искусства и промышленности, Сент-Этьен
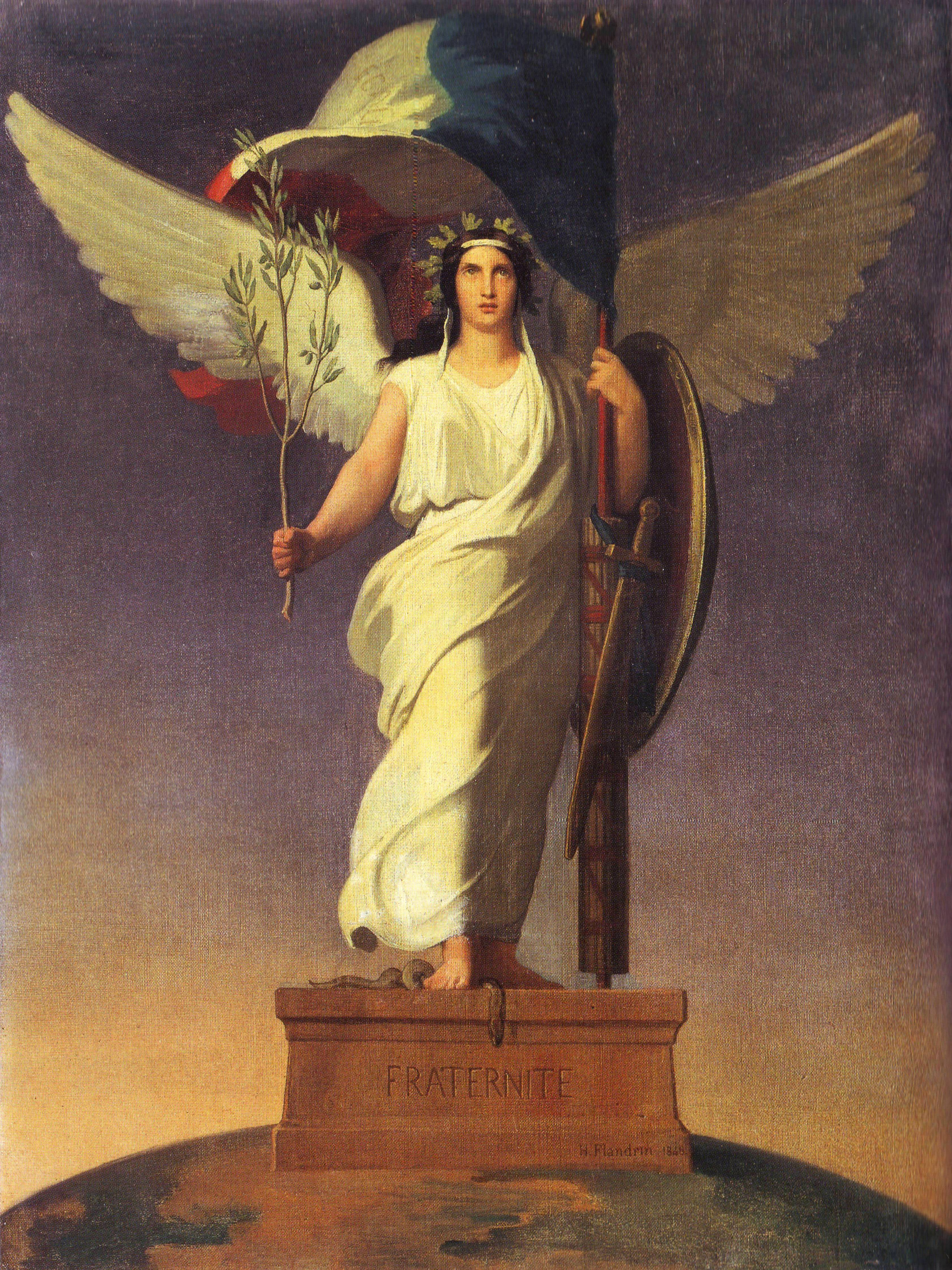
Республика. 1848
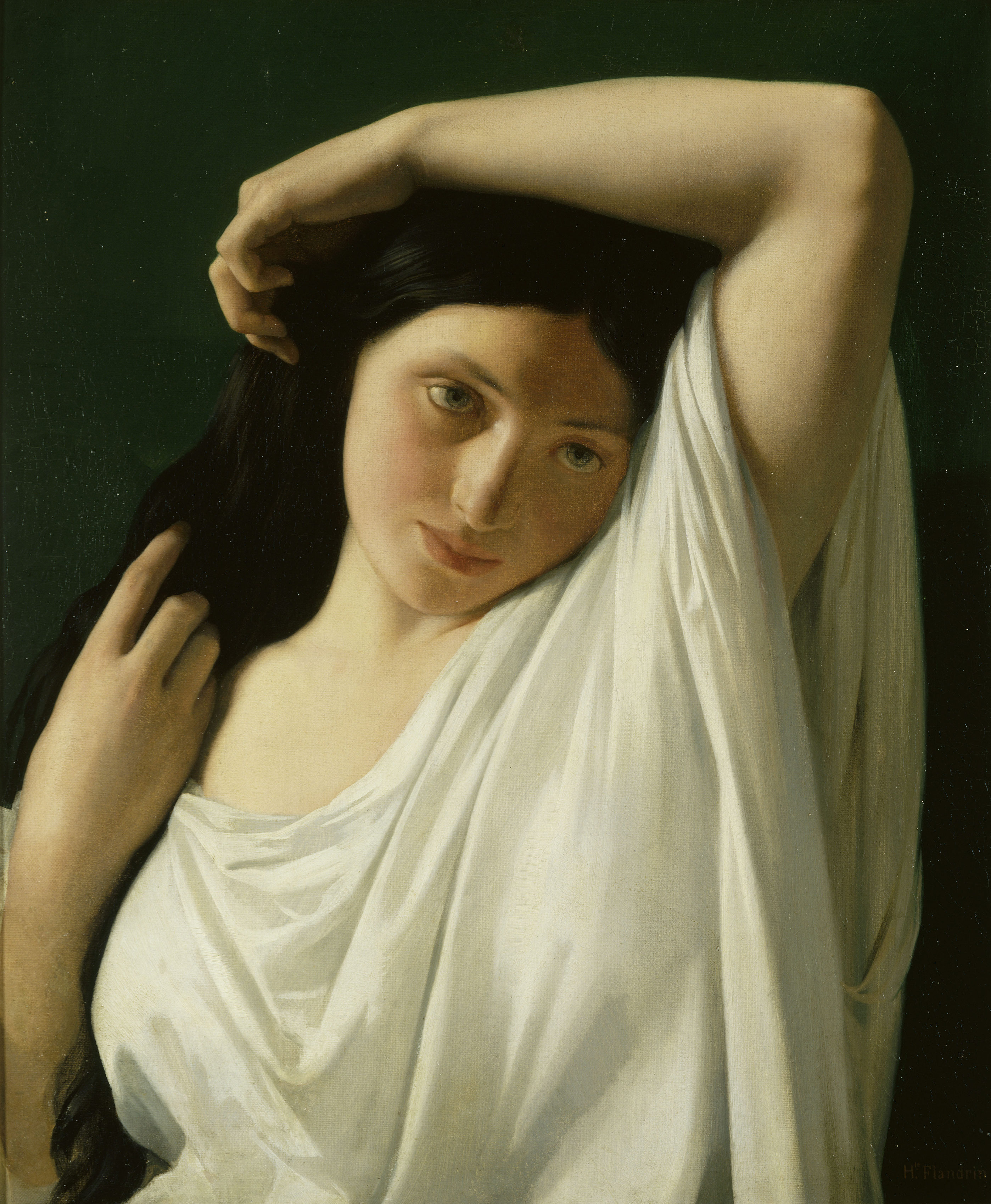
Флорентийка. Ок. 1860. Холст на картоне, масло. Муниципальный музей, Эврё